# Eugène Keym
Eugène Keym (29 avril 1861 - 1er décembre 1920) était conseiller communal, et, à partir de 1904, échevin à Watermael-Boitsfort. Au cours de la Première Guerre mondiale, il a essayé de protéger la population contre l'occupant allemand. Il a remplacé le maire Jean-Henri Delleur, déporté par les Allemands, et a lui-même été arrêté à plusieurs reprises. Il a travaillé en étroite collaboration avec la Commission for Relief in Belgium, et d'autres établissements de bienfaisance.

## Collection Keym
Pendant les années de guerre, Keym a constitué une grande collection de photographies, de coupures de presse, d'affiches, d'objets et de dessins humoristiques. En juin 1919, il les a exposés dans le Palais d'Egmont (titre: Dessins, caricatures, cartes postales et surtout, des photographies précieuses qui présentent les Allemands opérant, on sait comment au Sénat, à la Chambre, à Bruxelles et dans les faubourgs). En particulier, des caricatures qui circulaient secrètement présentent une image unique de la vie sous l'occupation. Maintenant, la Collection Keym fait partie des Archives Communales de Bruxelles, auxquelles elles ont été données en 1929 par son fils Maurice.

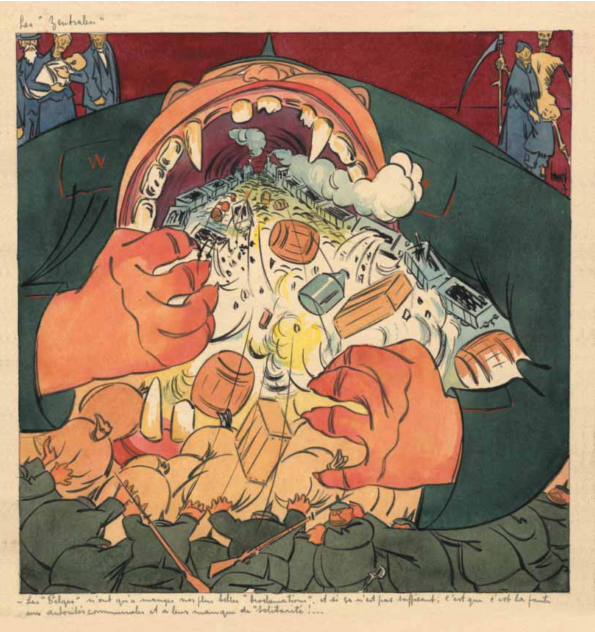
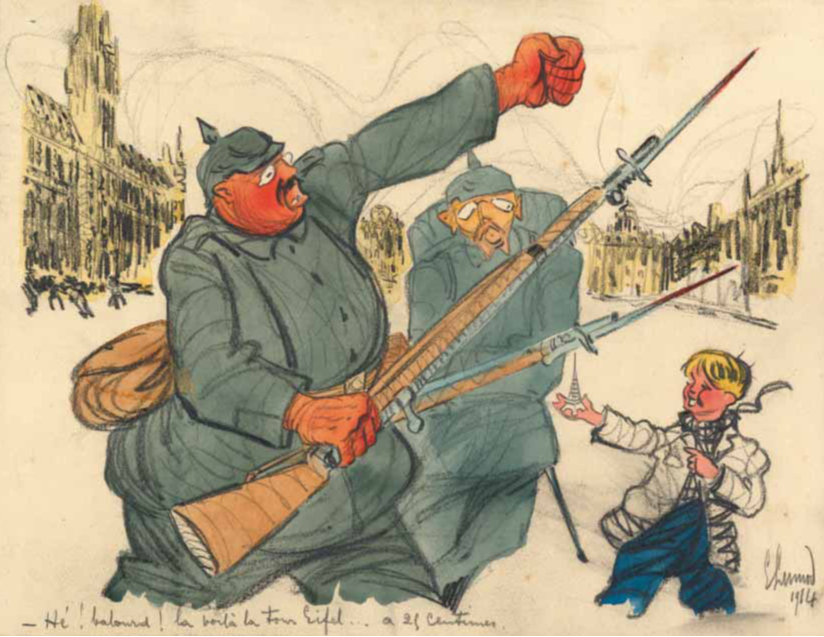
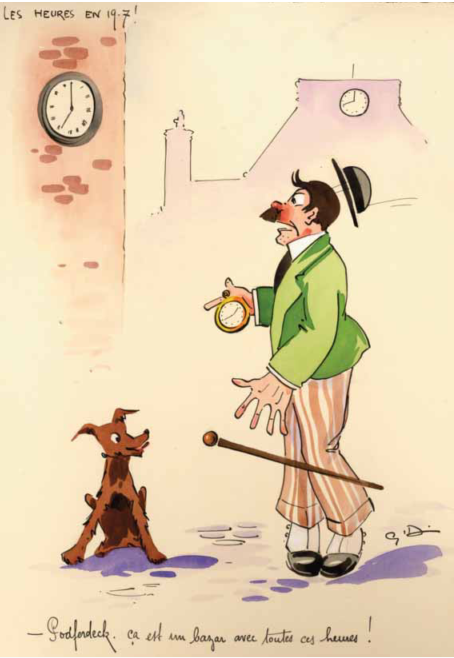

## Anecdotes
- Le 15 avril 1905, Eugène Keym a présidé au mariage entre Rik Wouters et Nel.[réf. nécessaire]
- Une grande place de Watermael est nommée d'après lui[5].